# Podu Turcului
Podu Turcului là một xã thuộc hạt Bacău, România. Dân số thời điểm năm 2002 là 5146 người.